# Mantidactylus majori
Mantidactylus majori és una espècie de granota de la família dels mantèl·lids endèmica de Madagascar.
Viu als aiguamolls, boscos humits tropicals i subtropicals, i rius.
Està en perill d'extinció per la pèrdua del seu hàbitat natural.